# Nazionale femminile di hockey su prato del Belgio
La nazionale di hockey su prato femminile del Belgio è la squadra femminile di hockey su prato rappresentativa del Belgio ed è posta sotto la giurisdizione dell'Association Royale Belge De Hockey / Koninklijke Belgische Hockey Bond.

## Partecipazioni

### Mondiali
- 1974 – 5º posto
- 1976 – 4º posto
- 1978 – 3º posto
- 1981 – 8º posto
- 1983 – non partecipa
- 1986 – non partecipa
- 1990 – non partecipa
- 1994 – non partecipa
- 1998 – non partecipa
- 2002 – non partecipa
- 2006 – non partecipa
- 2010 – non partecipa
- 2014 – 12º posto
- 2018 – 10º posto

### Olimpiadi
- 1980-2008 – non partecipa

### Champions Trophy
- 1987-2009 – non partecipa

### EuroHockey Nations Championship
- 1984 – 8º posto
- 1987 – 9º posto
- 1991 – 7º posto
- 1995 – 11º posto
- 1999 – 11º posto
- 2003-2009 – non partecipa